# Copa Libertadores 1976
W siedemnastej edycji Copa Libertadores udział wzięło 21 klubów reprezentujących wszystkie kraje zrzeszone w CONMEBOL. Każde z 10 państw wystawiło po 2 kluby, nie licząc broniącego tytułu argentyńskiego klubu CA Independiente, który awansował do półfinału bez gry.
Independiente nie tylko nie potrafił tym razem obronić tytułu, ale nawet nie awansował do finału, gdyż musiał uznać wyższość krajowego rywala – River Plate. Ostatecznie puchar zdobył brazylijski klub Cruzeiro EC, który w finale po trzech meczach pokonał River Plate. Z kolei River Plate okazał się jedynym klubem w tej edycji, który zdołał pokonać drużynę Cruzeiro, co właśnie sprawiło, że konieczny był w finale trzeci pojedynek tych drużyn. Brazylijscy triumfatorzy popisali się niezwykła skutecznością, aplikując rywalom w 13 meczach aż 46 goli.
W pierwszym etapie 20 klubów podzielono na 5 grup po 4 drużyny. Z każdej grupy do następnej rundy awansował tylko zwycięzca. Jako szósty klub do półfinału awansował broniący tytułu Independiente.
W następnej, półfinałowej rundzie, 6 klubów podzielono na 2 grupy liczące po 3 drużyny. Do finału awansowali zwycięzcy obu grup.
W tej edycji Pucharu Wyzwolicieli ponownie udany występ zaliczył ekwadorski klub LDU Quito. Najsłabiej za to wypadła wenezuelska drużyna Galicia Caracas, która przegrała wszystkie 6 meczów.

## 1/4 finału

### Grupa 1Argentyna,Wenezuela
| 25.02 Galicia Caracas – Portuguesa FC 1:2 - Tiao Kele – Pedro Pascual Peralta (2)                                   |
| 25.02 River Plate – Estudiantes La Plata 1:0 - Daniel Alberto Passarella                                            |
| 01.03 Portuguesa FC – Estudiantes La Plata 2:2 - Carlos Núñez, Pedro Pascual Peralta – Milano, Rubén Pagnanini      |
| 04.03 Galicia Caracas – River Plate 0:1 - Juan José López                                                           |
| 05.03 Portuguesa FC – River Plate 0:2 - Oscar Más, Leopoldo Luque                                                   |
| 06.03 Galicia Caracas – Estudiantes La Plata 0:1 - Cabezas                                                          |
| 23.03 River Plate – Portuguesa FC 2:1 - José Omar Reinaldi (2) – Carlos Núñez                                       |
| 25.03 Estudiantes La Plata – Portuguesa FC 3:0 - Milano, Cabezas, Benito                                            |
| 30.03 Estudiantes La Plata – Galicia Caracas 4:0 - Cabezas (3), Benito                                              |
| 01.04 River Plate – Galicia Caracas 4:1 - Oscar Más, Watfi s, Norberto Osvaldo Alonso, Reinaldo Carlos Merlo – Soto |
| 07.04 Estudiantes La Plata – River Plate 1:0 - Cabezas                                                              |
| 07.04 Portuguesa FC – Galicia Caracas 3:1 - Carlos Núñez (2), Pedro Pascual Peralta – Toro                          |

| Klub                 | Mecze | Zw | Rem | Por | Pkt | BrZd | BrStr |
| -------------------- | ----- | -- | --- | --- | --- | ---- | ----- |
| River Plate          | 6     | 5  | 0   | 1   | 10  | 10   | 3     |
| Estudiantes La Plata | 6     | 4  | 1   | 1   | 9   | 11   | 3     |
| Portuguesa FC        | 6     | 2  | 1   | 3   | 5   | 8    | 11    |
| Galicia Caracas      | 6     | 0  | 0   | 6   | 0   | 3    | 15    |

### Grupa 2Boliwia,Ekwador
| 14.03 Guabirá Montero – Club Bolívar 1:0 - Serrizuela |
| 14.03 LDU Quito – Deportivo Cuenca 1:1 - Óscar Zubía – José Agustín Mesiano |
| 21.03 Deportivo Cuenca – Club Bolívar 3:1 - Martínez, Romero, Angel Luis Licciardi – Édgar Pacho Góngora                                                                                         |
| 21.03 LDU Quito – Guabirá Montero 4:0 - Juan José Pérez (4) |
| 24.03 Deportivo Cuenca – Guabirá Montero 1:0 - Angel Luis Licciardi |
| 24.03 LDU Quito – Club Bolívar 2:1 - Juan José Pérez, Paul Carrera – Viviano Lugo |
| 04.04 Deportivo Cuenca – LDU Quito 0:0 |
| 04.04 Club Bolívar – Guabirá Montero 7:1 - Ovidio Mezza (3), Carlos Aragonés (2), Viviano Lugo, Juan Carlos Oropeza – Recobado                                                                   |
| 11.04 Guabirá Montero – LDU Quito 0:1 vo - Rubén José Scalise - mecz zakończony w 15 minucie z powodu incydentów wywołanych przez kibiców i policję. Wynik pozostawiono w niezmienionej postaci. |
| 11.04 Club Bolívar – Deportivo Cuenca 4:2 - Édgar Pacho Góngora, Calichín Morales, Viviano Lugo, Ovidio Mezza – Angel Luis Licciardi (2)                                                         |
| 14.04 Club Bolívar – LDU Quito 3:2 - Carlos Lird, Carlos Aragonés, José Solórzano – Gustavo Tapia, Paul Carrera                                                                                  |
| 14.04 Guabirá Montero – Deportivo Cuenca 0:2 - Angel Luis Licciardi (2) |

- z powodu równej liczby punktów rozegrano mecz o pierwsze miejsce

| 22.04 LDU Quito – Deportivo Cuenca 2:1 - Paul Carrera, Rivadeneira – Villagra |

| Klub             | Mecze | Zw | Rem | Por | Pkt | BrZd | BrStr |
| ---------------- | ----- | -- | --- | --- | --- | ---- | ----- |
| LDU Quito        | 6     | 3  | 2   | 1   | 8   | 10   | 5     |
| Deportivo Cuenca | 6     | 3  | 2   | 1   | 8   | 9    | 6     |
| Club Bolívar     | 6     | 3  | 0   | 3   | 6   | 16   | 11    |
| Guabirá Montero  | 6     | 1  | 0   | 5   | 2   | 2    | 15    |

### Grupa 3Brazylia,Paragwaj
| 07.03 Cruzeiro EC – SC Internacional 5:4 - Palinha (2), Joãozinho (2), Nelinho – Lula, Valdomiro, Ramón, Zé Carlos s |
| 07.03 Club Olimpia – Sportivo Luqueño 2:3 - Hugo Talavera, Garienzo – Cardozo (2), Orlando Jiménez                   |
| 13.03 Sportivo Luqueño – Cruzeiro EC 1:3 - Sandoval – Roberto Batata, Nelinho, Jairzinho                             |
| 14.03 SC Internacional – Club Olimpia 1:0 - Ramón                                                                    |
| 18.03 Club Olimpia – Cruzeiro EC 2:2 - Julio Díaz, Luis Ernesto Torres – Jairzinho, Darci Meneses                    |
| 21.03 SC Internacional – Sportivo Luqueño 3:0 - Lula (2), Ramón                                                      |
| 24.03 Cruzeiro EC – Sportivo Luqueño 4:1 - Palinha (2), Eduardo Amorim, Jairzinho – Julio César Nicolichia           |
| 28.03 SC Internacional – Cruzeiro EC 0:2 - Jairzinho, Joãozinho                                                      |
| 28.03 Sportivo Luqueño – Club Olimpia 0:1 - Evaristo Isasi                                                           |
| 04.04 Cruzeiro EC – Club Olimpia 4:1 - Jairzinho (2), Nelinho, Joãozinho – Hugo Talavera                             |
| 11.04 Sportivo Luqueño – SC Internacional 0:1 - Falcão                                                               |
| 13.04 Club Olimpia – SC Internacional 1:1 - Miño – Marinho Peres                                                     |

| Klub             | Mecze | Zw | Rem | Por | Pkt | BrZd | BrStr |
| ---------------- | ----- | -- | --- | --- | --- | ---- | ----- |
| Cruzeiro EC      | 6     | 5  | 1   | 0   | 11  | 20   | 9     |
| SC Internacional | 6     | 3  | 1   | 2   | 7   | 10   | 8     |
| Club Olimpia     | 6     | 1  | 2   | 3   | 4   | 7    | 11    |
| Sportivo Luqueño | 6     | 1  | 0   | 5   | 2   | 5    | 14    |

### Grupa 4Kolumbia,Peru
| 04.03 Alianza Lima – Alfonso Ugarte Puno 0:0                                                                                          |
| 04.03 Millonarios FC – Independiente Santa Fe 1:1 - Javier Tamayo – Carlos Albero Pandolfi                                            |
| 07.03 Independiente Santa Fe – Alfonso Ugarte Puno 2:2 - Juan Carlos Sarnari (2) – Jesús Arias, Ernesto Neyra                         |
| 07.03 Millonarios FC – Alianza Lima 1:0 - Miguel Angel Converti                                                                       |
| 11.03 Independiente Santa Fe – Alianza Lima 2:3 - Carlos Albero Pandolfi, Héctor Javier Céspedes – Miguel Lobatón (2), Freddy Ravello |
| 11.03 Millonarios FC – Alfonso Ugarte Puno 4:0 - Jorge Amado, Daniel Germán Onega (2), Miguel Angel Converti                          |
| 25.03 Independiente Santa Fe – Millonarios FC 1:0 - Juan Carlos Sarnari                                                               |
| 25.03 Alfonso Ugarte Puno – Alianza Lima 0:0                                                                                          |
| 04.04 Alianza Lima – Independiente Santa Fe 3:0 - Félix Suárez (2), César Augusto Cueto                                               |
| 07.04 Alfonso Ugarte Puno – Independiente Santa Fe 2:1 - Jesús Arias, Angel Amidei Pereira – Carlos Albero Pandolfi                   |
| 13.04 Alfonso Ugarte Puno – Millonarios FC 1:1 - Enrique Fuentes – Willington Ortiz                                                   |
| 18.04 Alianza Lima – Millonarios FC 2:1 - Miguel Lobatón, Santiago Ojeda – Javier Tamayo                                              |

| Klub                   | Mecze | Zw | Rem | Por | Pkt | BrZd | BrStr |
| ---------------------- | ----- | -- | --- | --- | --- | ---- | ----- |
| Alianza Lima           | 6     | 3  | 2   | 1   | 8   | 8    | 4     |
| Millonarios FC         | 6     | 2  | 2   | 2   | 6   | 8    | 5     |
| Alfonso Ugarte Puno    | 6     | 1  | 4   | 1   | 6   | 5    | 8     |
| Independiente Santa Fe | 6     | 1  | 2   | 3   | 4   | 7    | 11    |

### Grupa 5Chile,Urugwaj
| 03.03 CA Peñarol – Club Nacional de Football 1:1 - Fernando Morena – Rafael Perrone                       |
| 09.03 Unión Española – CD Palestino 1:0 - Víctor Pizarro                                                  |
| 13.03 Unión Española – CA Peñarol 0:0                                                                     |
| 14.03 CD Palestino – Club Nacional de Football 2:1 - Oscar Fabbiani (2) – Rafael Villazán                 |
| 17.03 CD Palestino – CA Peñarol 1:0 - Oscar Fabbiani                                                      |
| 18.03 Unión Española – Club Nacional de Football 2:0 - Manuel Gaete, Alfredo Letanú                       |
| 24.03 CD Palestino – Unión Española 0:1 - Manuel Gaete                                                    |
| 24.03 Club Nacional de Football – CA Peñarol 1:2 - Nito de Lima – Julio César Jiménez, Pablo Justo Forlán |
| 30.03 CA Peñarol – CD Palestino 2:1 - Nilo Acuña, Fernando Morena – Oscar Fabbiani                        |
| 31.03 Club Nacional de Football – Unión Española 1:1 - Nelson Pedetti – Leonel Herrera                    |
| 03.04 Club Nacional de Football – CD Palestino 1:1 - Jorge Laclau – Oscar Fabbiani                        |
| 04.04 CA Peñarol – Unión Española 2:0 - Lorenzo Unanue, Julio César Jiménez                               |

- o pierwszym miejscu w grupie wobec jednakowej liczby punktów, zadecydowała liczba punktów w spotkaniach pomiędzy  CA Peñarol a  Unión Española

| Klub                      | Mecze | Zw | Rem | Por | Pkt | BrZd | BrStr |
| ------------------------- | ----- | -- | --- | --- | --- | ---- | ----- |
| CA Peñarol                | 6     | 3  | 2   | 1   | 8   | 7    | 4     |
| Unión Española            | 6     | 3  | 2   | 1   | 8   | 5    | 3     |
| CD Palestino              | 6     | 2  | 1   | 3   | 5   | 5    | 6     |
| Club Nacional de Football | 6     | 0  | 3   | 3   | 3   | 5    | 9     |

### Obrońca tytułu
| CA Independiente jako obrońca tytułu awansował do 1/2 finału bez gry |

## 1/2 finału

### Grupa 1
| 05.05 LDU Quito – Alianza Lima 2:1 - Rubén José Scalise, De Carlos – José Velásquez              |
| 09.05 LDU Quito – Cruzeiro EC 1:3 - Paul Carrera – Palinha (2), Joãozinho                        |
| 12.05 Alianza Lima – Cruzeiro EC 0:4 - Roberto Batata, Joãozinho (2), Jairzinho                  |
| 20.05 Cruzeiro EC – Alianza Lima 7:1 - Jairzinho (4), Palinha (3) – César Augusto Cueto          |
| 26.05 Alianza Lima – LDU Quito 2:0 - Freddy Ravello (2)                                          |
| 30.05 Cruzeiro EC – LDU Quito 4:1 - Nelinho, Jairzinho, Palinha, Ronaldo Drumond – Gustavo Tapia |

| Klub         | Mecze | Zw | Rem | Por | Pkt | BrZd | BrStr |
| ------------ | ----- | -- | --- | --- | --- | ---- | ----- |
| Cruzeiro EC  | 4     | 4  | 0   | 0   | 8   | 18   | 3     |
| LDU Quito    | 4     | 1  | 0   | 3   | 2   | 4    | 10    |
| Alianza Lima | 4     | 1  | 0   | 3   | 2   | 4    | 13    |

### Grupa 2
| 13.05 River Plate – CA Independiente 0:0                                       |
| 26.05 CA Independiente – CA Peñarol 1:0 - Ricardo Bochini                      |
| 15.06 CA Peñarol – River Plate 1:0 - Julio César Jiménez                       |
| 23.06 CA Independiente – River Plate 0:1 - Juan José López                     |
| 30.06 River Plate – CA Peñarol 3:0 - Pedro Alexis González (2), Leopoldo Luque |
| 15.07 CA Peñarol – CA Independiente 0:1 - Percy Rojas                          |

- z powodu równej liczby punktów rozegrano mecz o pierwsze miejsce

| 16.07 River Plate – CA Independiente 1:0 - Pedro Alexis González |

| Klub             | Mecze | Zw | Rem | Por | Pkt | BrZd | BrStr |
| ---------------- | ----- | -- | --- | --- | --- | ---- | ----- |
| River Plate      | 4     | 2  | 1   | 1   | 5   | 4    | 1     |
| CA Independiente | 4     | 2  | 1   | 1   | 5   | 2    | 1     |
| CA Peñarol       | 4     | 1  | 0   | 3   | 2   | 1    | 5     |

## FINAŁ
| Cruzeiro EC – River Plate 4:1 i 1:2, dod. 3:2 |
| 21 lipca Belo Horizonte Estádio Mineirão (58 720) Cruzeiro EC – River Plate 4:1 (3:0) Sędzia: Vicente Llobregat (Wenezuela) Bramki: 1:0 Nelinho 22, 2:0 Palinha 29, 3:0 Palinha 40, 3:1 Oscar Más 63, 4:1 Valdo 80 Cruzeiro EC: Raul – Nelinho, Morais, Darcy Menezes, Vanderley, Eduardo Amorim (Ronaldo Drumond), Wilson Piazza (Valdo), Zé Carlos, Jairzinho, Palinha, Joãozinho Club Atlético River Plate: Ubaldo Matildo Fillol (Luis Alberto Landaburu) – Pablo Comelles, Roberto Alfredo Perfumo, Daniel Luján Lonardi, Héctor Osvaldo López, Juan José López, Reinaldo Carlos Merlo, Alejandro Esteban Sabella, Pedro Alexis González, Leopoldo Luque, Oscar Más                       |
| 28 lipca 1976 Buenos Aires Estadio Monumental (90 tys.) River Plate – Cruzeiro EC 2:1 (1:0) Sędzia: José Luis Martínez Bazán (Urugwaj) Bramki: 1:0 Juan José López 10, 1:1 Palinha 48, 2:1 Pedro Alexis González 76 Club Atlético River Plate: Luis Alberto Landaburu – Pablo Comelles, Roberto Alfredo Perfumo, Daniel Alberto Passarella, Héctor Osvaldo López (Héctor Oscar Artico), Juan José López, Reinaldo Carlos Merlo, Norberto Osvaldo Alonso, Pedro Alexis González, Leopoldo Luque, Oscar Más (Alejandro Esteban Sabella) Cruzeiro EC: Raul – Nelinho, Morais, Darcy Menezes, Vanderley, Eduardo Amorim (Ronaldo Drumond), Wilson Piazza, Zé Carlos, Jairzinho, Palinha, Joãozinho |
| 30 lipca 1976 Santiago Estadio Nacional (40 tys.) Cruzeiro EC – River Plate 3:2 (1:0) Sędzia: Alberto Martínez (Chile) Bramkarz: 1:0 Nelinho 24, 2:0 Ronaldo Drumond 55, 2:1 Oscar Más 59, 2:2 Urquiza 64, 3:2 Joãozinho 88 Cruzeiro EC: Raul – Nelinho, Morais, Darcy Menezes, Vanderley, Ronaldo Drumond, Wilson Piazza (Osiris), Zé Carlos, Eduardo Amorim, Palinha, Joãozinho Club Atlético River Plate: Luis Alberto Landaburu – Pablo Comelles, Daniel Luján Lonardi, Héctor Oscar Artico, Urquiza, Alejandro Esteban Sabella, Reinaldo Carlos Merlo, Norberto Osvaldo Alonso, Pedro Alexis González, Leopoldo Luque, Oscar Más (Daniel Mario Crespo)                                    |

## Klasyfikacja
Poniższa tabela ma charakter statystyczny. O kolejności decyduje na pierwszym miejscu osiągnięty etap rozgrywek, a dopiero potem dorobek bramkowo-punktowy. W przypadku klubów, które odpadły w rozgrywkach grupowych o kolejności decyduje najpierw miejsce w tabeli grupy, a dopiero potem liczba zdobytych punktów i bilans bramkowy.
| Poz                                                                      | Klub                      | Mecze | Zw | Rem | Por | Pkt | BrZd | BrStr |
| ------------------------------------------------------------------------ | ------------------------- | ----- | -- | --- | --- | --- | ---- | ----- |
| 1                                                                        | Cruzeiro EC               | 13    | 11 | 1   | 1   | 23  | 46   | 17    |
| 2                                                                        | River Plate               | 14    | 9  | 1   | 4   | 19  | 20   | 12    |
| 3                                                                        | LDU Quito                 | 11    | 5  | 2   | 4   | 12  | 16   | 16    |
| 4                                                                        | CA Independiente          | 5     | 2  | 1   | 2   | 5   | 2    | 2     |
| 5                                                                        | CA Peñarol                | 10    | 4  | 2   | 4   | 10  | 8    | 9     |
| 6                                                                        | Alianza Lima              | 10    | 4  | 2   | 4   | 10  | 12   | 17    |
| 7                                                                        | Estudiantes La Plata      | 6     | 4  | 1   | 1   | 9   | 11   | 3     |
| 8                                                                        | Deportivo Cuenca          | 7     | 3  | 2   | 2   | 8   | 10   | 8     |
| 9                                                                        | Unión Española            | 6     | 3  | 2   | 1   | 8   | 5    | 3     |
| 10                                                                       | SC Internacional          | 6     | 3  | 1   | 2   | 7   | 10   | 8     |
| 11                                                                       | Millonarios FC            | 6     | 2  | 2   | 2   | 6   | 8    | 5     |
| 12                                                                       | Club Bolívar              | 6     | 3  | 0   | 3   | 6   | 16   | 11    |
| 13                                                                       | Alfonso Ugarte Puno       | 6     | 1  | 4   | 1   | 6   | 5    | 8     |
| 14                                                                       | CD Palestino              | 6     | 2  | 1   | 3   | 5   | 5    | 6     |
| 15                                                                       | Portuguesa FC             | 6     | 2  | 1   | 3   | 5   | 8    | 11    |
| 16                                                                       | Club Olimpia              | 6     | 1  | 2   | 3   | 4   | 7    | 11    |
| 17                                                                       | Independiente Santa Fe    | 6     | 1  | 2   | 3   | 4   | 7    | 11    |
| 18                                                                       | Club Nacional de Football | 6     | 0  | 3   | 3   | 3   | 5    | 9     |
| 19                                                                       | Sportivo Luqueño          | 6     | 1  | 0   | 5   | 2   | 5    | 14    |
| 20                                                                       | Guabirá Montero           | 6     | 1  | 0   | 5   | 2   | 2    | 15    |
| 21                                                                       | Galicia Caracas           | 6     | 0  | 0   | 6   | 0   | 3    | 15    |
| Podsumowanie: 77 meczów, w tym 15 remisów, 211 bramek – 2.74 bramki/mecz |                           |       |    |     |     |     |      |       |